# Hemiscyllium henryi
Hemiscyllium henryi es una especie de elasmobranquio orectolobiforme de la familia Hemiscylliidae.